# Schwebsange
Schwebsange (en luxemburguès: Schwéidsbengen; en alemany: Schwebsingen) és una vila de la comuna de Schengen, situada al districte de Grevenmacher del cantó de Remich. Està a uns 20 km de distància de la ciutat de Luxemburg.

## Història
Abans de l'1 de gener de 2012, Schwebsange va ser part de l'antiga comuna de Wellenstein, que es va dissoldre quan es va fusionar amb la comuna de Schengen 